# Dunfermline Palace

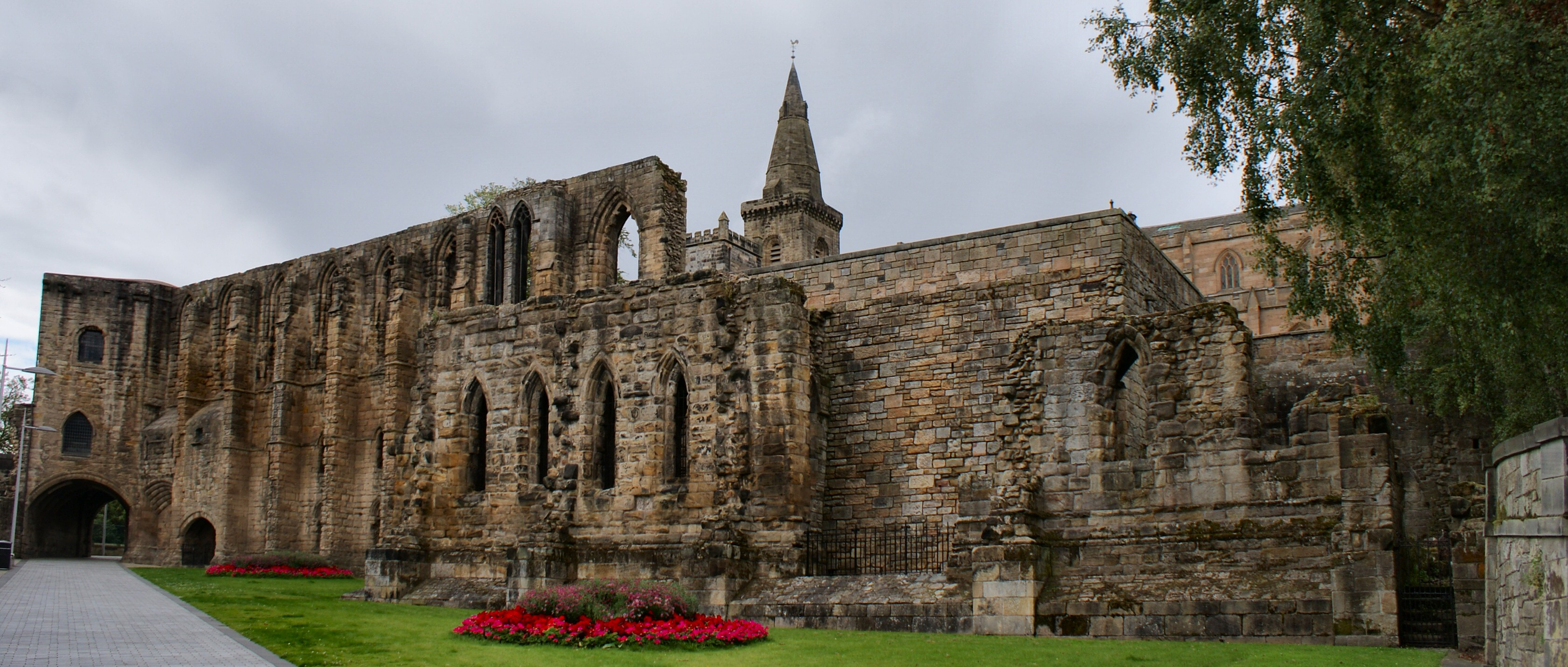
Die Südfassade/Mauerseite und das Torhaus der Ruine von Dunfermline Palace

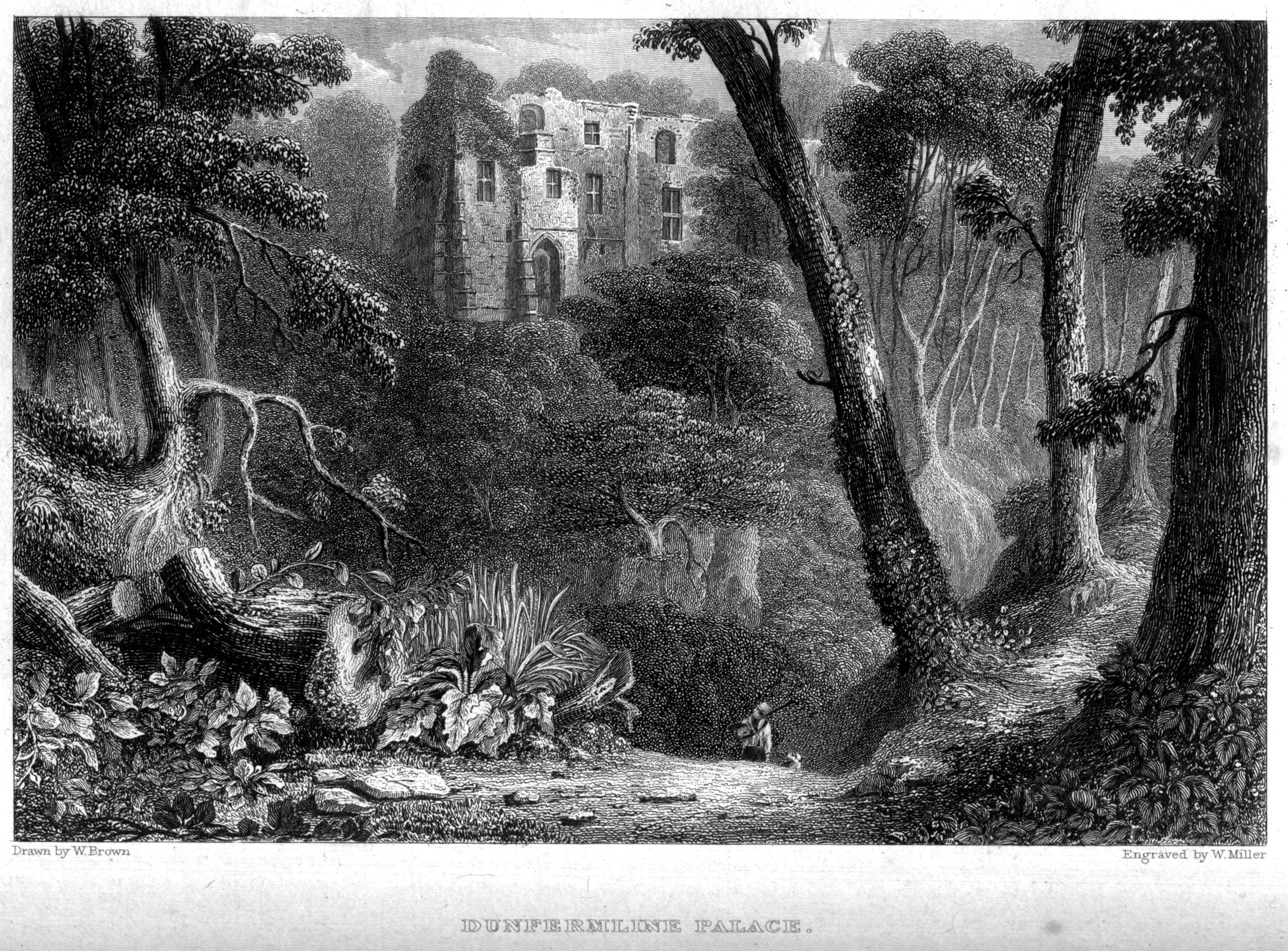
Dunfermline Palace auf einem Stich von William Miller

Dunfermline Palace war ein königlich-schottischer Palast in Dunfermline, Fife. Seine Ruine ist heute eine touristische Attraktion und wird von Historic Scotland verwaltet.
König Malcolm III. von Schottland hatte um das Jahr 1100 Dunfermline zur Hauptstadt des Königreichs Schottland erklärt; seine Residenz befand sich im wenige hundert Meter westlich gelegenen Malcolm Tower. Bis gegen Ende des 16. Jahrhunderts war Dunfermline Palace die bevorzugte Residenz der schottischen Könige seit Beginn des 11. Jahrhunderts; sowohl König David II. wie auch Jakob I. von Schottland und König Charles I. von England wurden hier geboren.
Dunfermline Palace grenzt an die ehemalige Dunfermline Abbey; das Torhaus – ursprünglich eines der Stadttore des mittelalterlichen Dunfermline – ist das Bindeglied zwischen den beiden Komplexen. Die heute noch sichtbare Bausubstanz beruht auf den Um- und Ausbauten, die um das Jahr 1500 in der Regierungszeit Jakobs IV. erfolgten.
1589 übergab James IV. von Schottland den Palast als Morgengabe an seine Ehefrau Anne von Dänemark; drei ihrer Kinder wurden hier geboren – Elisabeth Stuart (1596), Charles I. von England (1600) und Robert Stuart, Duke of Kintyre (1602).
Nach der Vereinigung der beiden Königreiche von England und Schottland im Jahr 1603 kam es zur Auflösung des bis dahin eigenständigen schottischen Hofes, die nunmehr in London ansässigen Könige des jetzt Vereinigten Königreichs zeigten kein Interesse mehr an Dunfermline Palace. Der letzte König, der noch den Palast gelegentlich zu Wohnzwecken nutzte, war Charles II. Im Jahr 1651 – während der schottisch-englischen Bürgerkriege unter der Führung Oliver Cromwells – kam es zur Zerstörung der Anlage.
Heute existieren von Dunfermline Palace nur noch die Kellergewölbe, die große Schlossküche und die Südmauer, von der aus man eine beeindruckende Aussicht auf den Firth of Forth hat. 2019 wurde Dunfermline Palace von rund 23.000 Personen besucht. 2024 betrug die Besucherzahl etwa 41.000 Personen.